# Adam Tuominen
Adam Tuominen (Adelaida, Australia Meridional; 22 de enero de 1980) es un actor australiano,  conocido por haber interpretado al Power Ranger Hunter Bradley en la serie Power Rangers Ninja Storm.

## Biografía
Adam tiene dos hermanos, uno de ellos es su gemelo. 
Es de ascendencia finlandesa y lituana. Estudió artes marciales por cinco años.
Estudió drama en el St. Peter's Collegiate y dirección en Adelaide's Finders Drama Centre. En 2001 se graduó de la prestigiosa escuela National Institute of Dramatic Arts NIDA en Sídney.

## Carrera
En teatro ha aparecido en producciones como "Twelf Night" y "Waiting For Godot", entre otras...
En 2003 se unió al elenco principal de la serie Power Rangers Ninja Storm donde interpretó al Power Ranger Crimson  Hunter Bradley hasta el final de la serie. 
En 2004 interpretó de nuevo a Hunter esta vez como invitado en dos episodios de la serie Power Rangers Dino Thunder.
En 2006 apareció como invitado en un episodio de la serie Mcleod's Daughters donde interpretó a John Nostier. 
En 2011 apareció en la serie Underbelly: Razor donde interpretó al criminal y experto en explosivos Frank "Razor Jack" Hayes.

## Filmografía[2]

### Series de televisión
| Año  | Título                     | Personaje                | Notas                                |
| ---- | -------------------------- | ------------------------ | ------------------------------------ |
| 2011 | Underbelly: Razor          | Frank "Razor Jack" Hayes | episodio "The Worst Woman in Sydney" |
| 2006 | Mcleod's Daughters         | John Nostier             | episodio "Lost & Found"              |
| 2004 | Power Rangers Dino Thunder | Hunter Bradley           | 2 episodios                          |
| 2003 | Power Rangers Ninja Storm  | Hunter Bradley           | 36 episodios                         |
| 2002 | Young Lions                | Nathan Smyth             | episodio "Boy School Bullies"        |
| 2002 | Always Greener             | Aaron/Drew Savage        | episodio "Mirror Image"              |

### Películas
| Año  | Título            | Personaje     | Notas                                                               |
| ---- | ----------------- | ------------- | ------------------------------------------------------------------- |
| 2020 | Fuga de Pretoria  | Jeremy        | pelicula - junto a Daniel Radcliffe                                 |
| 2015 | The Ghoul         | Ladrón Herido | corto - junto a Matt Boesenberg, Jeremy Lindsay Taylor y Guy Spence |
| 2011 | A Second Chance   | Shane Fuller  | junto a Nina Pearce y Emily Morris                                  |
| 2010 | My Friend Pillow  | James         | cortometraje - junto a Nina Pearce                                  |
| 2010 | I Rot             | Deacon        | cortometraje - junto a Nick Buckland                                |
| 2004 | For Love or Money | Productor     | cortometraje                                                        |
| 2003 | Temptation        | Mensajero     | junto a Toby Schmitz y Emma Lung                                    |

### Videojuegos
| Año  | Título                    | Personaje      | Notas                           |
| ---- | ------------------------- | -------------- | ------------------------------- |
| 2003 | Power Rangers Ninja Storm | Hunter Bradley | prestó su voz para el personaje |

### Teatro
| Año  | Obra                                              | Personaje         | Director (a)    | Teatro                              | Notas                                  |
| ---- | ------------------------------------------------- | ----------------- | --------------- | ----------------------------------- | -------------------------------------- |
| 2010 | Sherlock Holmes and the Hound of the Baskervilles | Jack Stapleton    | Rob Croser      | Adelaide Independent Theatre        | -                                      |
| 2010 | Woman in Black                                    | Actor             | Michael Croome  | Adelaide Repiratory Theatre         | -                                      |
| 2010 | Mr. Johnson                                       | Harry Rudbeck     | Rob Croser      | Adelaide Independent Theatre        | -                                      |
| 2009 | Frankie and Johnny in the Claire de Lune          | Johnny            | Sally Putnam    | Holden Street Theatre               | junto a Theresa Sugars                 |
| 2009 | The Glass Menagerie                               | Gentleman Caller  | Peter Goers     | Adelaide Repiratory Theatre         | -                                      |
| 2009 | Playspotting                                      | Varios Personajes | Robert Chuter   | Melbourne Fringe Festival           | junto a Nicola Wright                  |
| 2008 | A Streetcar Named Desire                          | Stanley Kowalski  | Anita Baltutius | Adelaide Uni Theatre                | -                                      |
| 2008 | A Cup Of Sugar                                    | -                 | -               | -                                   | junto a Nicola Wright y Elijah Ungvary |
| 2008 | As You Like It                                    | Orlando           | -               | This Rough Magic Theatre            | -                                      |
| 2007 | Two Gentlemen of Verona                           | Proteus           | Dave Sims       | Mixed Salad Production              | -                                      |
| 2007 | Kiss Me Kate                                      | Pistolero         | Frank Ford      | East Coast Tour                     | -                                      |
| 2006 | I Hate Hamlet                                     | Andrew Rally      | Mike Croome     | Adelaide Repiratory Theatre Company | -                                      |
| 2005 | School for Scandal                                | Charles Surfacey  | Linda Davey     | Adelaide Repiratory Theatre Company | -                                      |
| 2003 | Loot                                              | Dennis            | Shane Morgan    | Cat and Fiddle Balmain              | -                                      |
| 2001 | Kiss Me Kate                                      | Gremio            | Tony King       | National Institute of Dramatic Art  | -                                      |
| 2001 | Ring Aroung the Moon                              | Joshua            | Jennifer Hagan  | National Institute of Dramatic Art  | -                                      |
| 2001 | The Sea                                           | Wad Thompson      | Terrence Clark  | National Institute of Dramatic Art  | -                                      |
| 2001 | Language of the Gods                              | Theo              | Jim Sharman     | National Institute of Dramatic Art  | -                                      |
| 2000 | A Midsummer Night's Dream                         | Demetrius         | John Clark      | National Institute of Dramatic Art  | -                                      |
| 2000 | Undiscovered                                      | Paul              | Tony Knight     | National Institute of Dramatic Art  | -                                      |

## Premios y nominaciones
| Año  | Categoría             | Premio                        | Obra                                  | Resultado |
| ---- | --------------------- | ----------------------------- | ------------------------------------- | --------- |
| 2010 | Best Male Performance | Curtain Call Award            | Frankie & Johnny in the Clair De Lune | Ganador   |
| 2009 | Best Male Performance | Adelaide Critics Choice Award | Glass Menagerie                       | Nominado  |
| 2008 | Best Male Performance | Curtain Call Award            | Streetcar Named Desire                | Nominado  |
| -    | -                     | Ozcart Rising Star Award      | I Hate Hamlet                         | Ganador   |